# Drozdowszczyzna (obwód miński)
Drozdowszczyzna (biał. Драздоўшчына, Drazdouszczyna; ros. Дроздовщина, Drozdowszczina) – wieś na Białorusi, w obwodzie mińskim, w rejonie stołpeckim, w sielsowiecie Litwa, nad Usą.

## Historia
W dwudziestoleciu międzywojennym leżała w Polsce, w województwie nowogródzkim, w powiecie stołpeckim, w gminie Rubieżewicze. W 1921 miejscowość liczyła 90 mieszkańców, zamieszkałych w 16 budynkach, wyłącznie Polaków. 84 mieszkańców było wyznania rzymskokatolickiego, 5 prawosławnego i 1 ewangelickiego.
Po II wojnie światowej w granicach Związku Sowieckiego. Od 1991 w niepodległej Białorusi.